# Kaspar Braitmichel
Kaspar Braitmichel, auch Kaspar Schneider  (* in Schlesien; † 1573 in Austerlitz) war ein Täufer, der in Mähren die Anfangskapitel der ältesten Chronik der Hutterischen Brüder verfasste.

## Leben

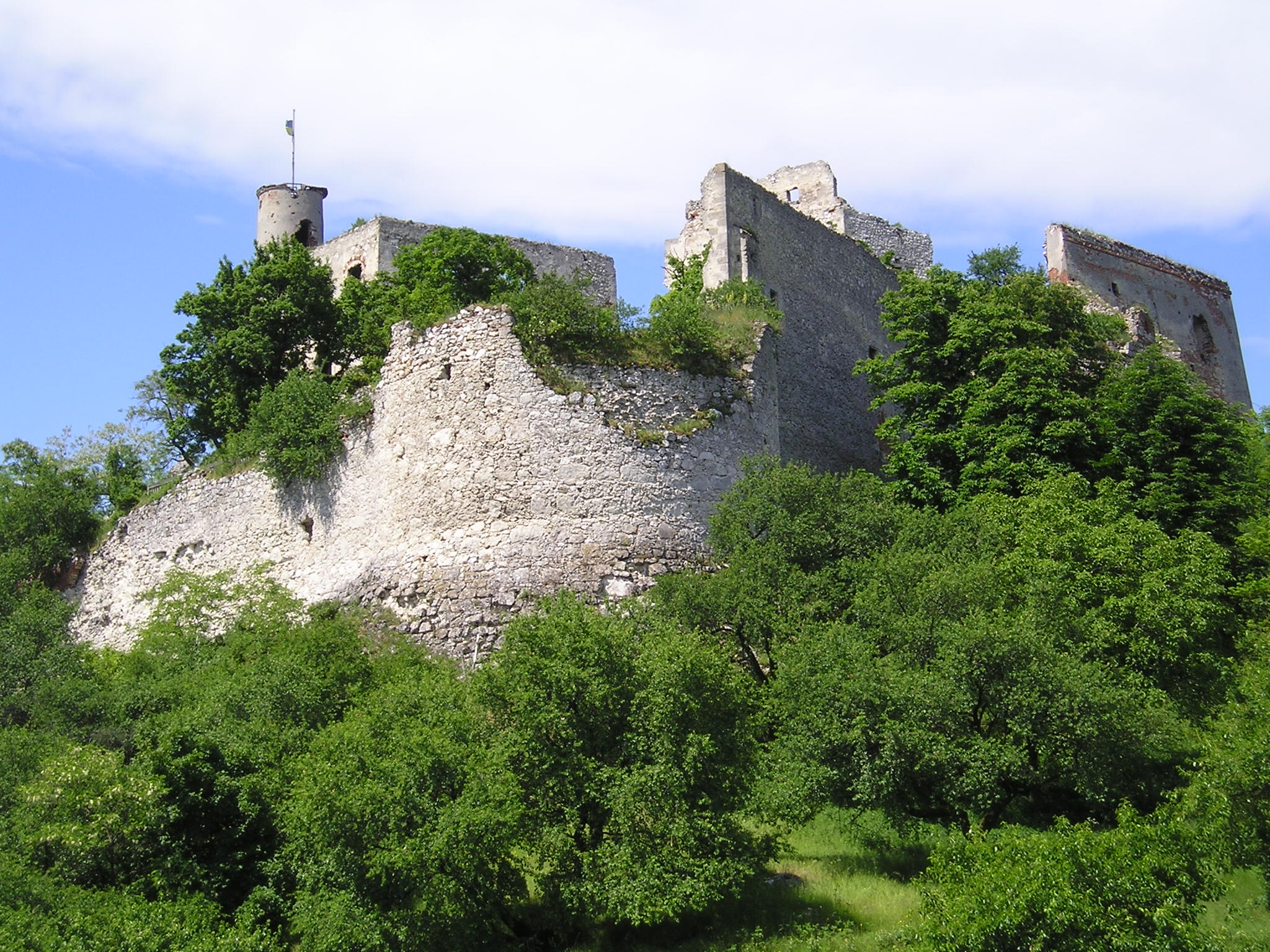
Ruine der Burg Falkenstein

Der aus Schlesien stammende Schneider Kaspar Braitmichel schloss sich in den 1530er Jahren den Täufern an, wurde gefangen genommen, konnte jedoch entkommen und lebte schließlich auf mährischen Bruderhöfen der Hutterer. 1538 wurde er dort zum Diener der Notdurft und zehn Jahre später zum Diener des Wortes gewählt.
1539 wurde er während einer gottesdienstlichen Versammlung gemeinsam mit 150 weiteren Täufern gefangen genommen und auf die Burg Falkenstein in Niederösterreich verbracht. Die Gefangenen sollten von dort nach Triest überführt werden, um auf venezianischen Schiffen als Galeerensklaven zu arbeiten. Braitmichel gelang auf nicht bekannte Weise die Flucht aus dem Gefängnis. Er wandte sich wieder nach Mähren und schloss sich wieder einer der hutterischen Bruderhöfe in der Nähe zur slowakischen Grenze an.
Unterstützt von dem hutterischen Vorsteher Peter Walpot begann er dort das große Geschichtbuch der Hutterischen Brüder, in der Sprache der Hutterer auch bekannt als Unser Gemain Geschicht-Buch oder Das grosse Geschicht-Buch, zu verfassen. Die von Hauptrecht Zapf angelegte und bis 1591 fortgeführte Abschrift wird noch heute von den Hutterern in den USA als Schatz gehütet. Eine akribische Edition legte 1943 Andreas Johannes Friedrich Zieglschmied vor.

## Werke (Auswahl)
Neben seiner Arbeit als Chronist betätigte sich Braitmichel auch als Liederdichter. Im täuferischen Gesangbuch Lieder der hutterischen Brüder finden sich vier Lieder, die auf Kaspar Braitmichel zurückgehen:
- Merkt auf, herzliebe Brüder mein
- O Herre Gott vom Himmel reich
- Christliche Art, Eifer and Trieb
- Ich schrei zu dir, O Herre Gott

Von Braitmichel sind auch zwei Briefe erhalten. Ein Schreiben aus dem Jahr 1568 ist adressiert an den Täufer Leonhard Dax und dessen Leidensgenossen im Gefängnis zu Alzey in der Pfalz. Das andere Schreiben, ein sogenannter Mahnbrief, ging an die von Gabriel Ascherham gegründete täuferische Gemeinschaft der Gabrieler in Schlesien.